# 増田裕生
増田 裕生（ますだ ゆうき、1979年9月12日 - ）は、日本の俳優、声優。東京都出身。

## 概要

### 経歴
子役出身で、小学生のころから活動している。以前は劇団日本児童に所属していた。声優としては『RPG伝説ヘポイ』の主人公であるヘポイ役でデビューした。
2010年5月までリベルタに所属していた。

### 人物
- 自分の演じたアニメキャラクターの中で好きなキャラは仁王雅治で、お気に入りキャラは三沢大地だという[8]。
- 特技はイラスト、トレーニング等[1]。
- ホラー映画鑑賞が好き[9]。
- 手先が器用で、一晩でぬいぐるみを作るほど裁縫が上手い[10]。
- ダウンタウンのファンである[11]。
- 妹がいる[12][13][14][15]。

## 出演
太字はメインキャラクター。

### テレビアニメ
1990年
- RPG伝説ヘポイ（1990年 - 1991年、ヘポイ）

2000年
- 遊☆戯☆王デュエルモンスターズ（ギャラリー）

2001年
- テニスの王子様（2001年 - 2024年、仁王雅治、高校生） - 4シリーズ

2003年
- ソニックX（エスピオ・ザ・カメレオン）

2004年
- 遊☆戯☆王デュエルモンスターズGX（2004年 - 2007年、三沢大地）

2005年
- 韋駄天翔（マサ）
- 銀牙伝説WEED（2005年 - 2006年、白銀狂四郎）

2006年
- アイシールド21（2006年 - 2008年、甲斐谷陸）
- 桜蘭高校ホスト部（男子生徒D）
- 結界師（武光）
- 人造昆虫カブトボーグ V×V（ニュートン・カーティス、トーマス・アルバート）
- 奏光のストレイン（コリン）
- TOKYO TRIBE2（トイズA）
- TOKKO 特公（網代）
- MUSASHI -GUN道-（霧隠才蔵）
- RED GARDEN（ルーク、捜査官2）
- 夜明け前より瑠璃色な 〜Crescent Love〜（月の市民）

2007年
- がくえんゆーとぴあ まなびストレート!（若者）
- 精霊の守り人（スン 他）

2008年
- 狼と香辛料（警備兵、荷揚げ夫、商人C）
- 紅（久能正、男C、学生C、九鳳院の男2）
- スレイヤーズREVOLUTION（兵士B）
- true tears（石動純）
- BUS GAMER
- PERSONA -trinity soul-（渡辺）

2009年
- エグザムライ戦国（TAKAHIRO）

2010年
- Angel Beats!（藤巻）
- 家庭教師ヒットマンREBORN!（G）
- 閃光のナイトレイド（三谷清）
- 遊☆戯☆王5D's（ブレオ）

2011年
- 神様ドォルズ（藤間、とりまき）

2013年
- 恋旅〜True Tours Nanto（須川耀司）

2015年
- 乱歩奇譚 Game of Laplace（不良）

2022年
- かぎなど Season2（藤巻）

### 劇場アニメ
- おもひでぽろぽろ（1991年、広田秀二）
- リトルツインズ ぼくらの夏が飛んでいく（1992年、タフル）
- 劇場版 テニスの王子様（2005年 - 2011年、仁王雅治） - 2作品
- ストレンヂア 無皇刃譚（2007年、武士）

### OVA
- リトルツインズ（1992年、タフル）
- デッドガールズ（2007年、ギャング・ルーク）
- テニスの王子様（2007年 - 2014年、仁王雅治） - 5作品

### ゲーム
2001年
- くるパラ！（コロプリ）

2003年
- ソニックヒーローズ（エスピオ・ザ・カメレオン）

2004年
- テニスの王子様2004 Stylish Silver & Glorious Gold（仁王雅治）
- テニスの王子様（2004年 - 2015年、仁王雅治） - 12作品

2005年
- シャドウ・ザ・ヘッジホッグ（エスピオ・ザ・カメレオン）

2006年
- BLOOD+ 〜ファイナルピース〜（旭）
- 遊☆戯☆王デュエルモンスターズGX タッグフォース（三沢大地）

2007年
- BLADESTORM 百年戦争（フランス王）
- マリオ&ソニック AT 北京オリンピック（エスピオ・ザ・カメレオン）
- 遊☆戯☆王デュエルモンスターズGX タッグフォース2（三沢大地）

2008年
- 遊☆戯☆王デュエルモンスターズGX タッグフォース3（三沢大地）

2009年
- マリオ&ソニック AT バンクーバーオリンピック （エスピオ・ザ・カメレオン）

2011年
- ソニック ジェネレーションズ 白の時空（エスピオ・ザ・カメレオン）
- マリオ&ソニック AT ロンドンオリンピック（エスピオ・ザ・カメレオン）
- 遊☆戯☆王ファイブディーズ タッグフォース6（ブレオ）

2015年
- Angel Beats! -1st beat-（藤巻）

2016年
- マリオ&ソニック AT リオオリンピック　（エスピオ・ザ・カメレオン）

2017年
- ソニックフォース　（エスピオ・ザ・カメレオン）

2020年
- ファイナルファンタジーVII リメイク

2022年
- ぷよぷよ!!クエスト（仁王雅治）

### 吹き替え

#### 映画
- RV（ジョー・ジョー〈マシュー・グレイ・ギュブラー〉）
- カレンダー・ガールズ
- 恋人たちの予感
- サッド・ムービー（サンギュ）
- ザ・フォッグ（アンディー）
- ザ・フライ2 二世誕生（マーティン幼少期）※TV版
- シティ・オブ・ゴッド（カベレイラ、ベネ）
- デトネーター ※ソフト版
- 天使の怒り2（ジョシニア）
- 24GUNS/戦慄のプロローグ（ボビー）
  - 24GUNS/謀略のエピローグ（ボビー）
- ハート・オブ・ウーマン（キャメロン）
- バタリアン5
- ブラックサイト（オーウェン・レイリー）
- プランサー トナカイの贈り物（ビリー）
- ブロブ/宇宙からの不明物体（ケビン）
- ラスト・ハウス・オン・ザ・レフト -鮮血の美学-（ジャスティン）

#### ドラマ
- ER緊急救命室
  - シーズンⅨ #12（ダグ〈アーロン・ポール〉）
  - シーズンⅩⅡ #17（マヒール・カルダタイ〈ダニー・プディ〉）
- WITHOUT A TRACE/FBI 失踪者を追え! シーズン5　♯15（ニック）
- glee/グリー（ジェレマイヤ）
- シェイムレス 俺たちに恥はない（リップ・ギャラガー〈ジェレミー・アレン・ホワイト〉）
- 少林寺伝奇（独眼竜、寺の僧侶 他）
- スターの恋人（チョン・ウジン）
- チング 〜愛と友情の絆〜（サンテク（ソ・ドヨン））
- パスタ〜恋が出来るまで〜（ソヌ・ドク）
- One Tree Hill（ルーカス）

#### アニメ
- フィニアスとファーブ（ファーブ・フレッチャー、カモノハシペリー）
  - フィニアスとファーブ/ザムービー（ファーブ・フレッチャー、カモノハシペリー）
- ベン10（ケビン・レビン）
- マイロ・マーフィーの法則（ファーブ・フレッチャー）

### ラジオ
- テニスの王子様 オン・ザ・レイディオ（マンスリーパーソナリティーの為、不定期出演）
- webラジオ「まっすん」

### CD
- カモン!ヘポイ
- その唇をひらけ（永井）
- Punch↑ 1（電機屋）
- テニスの王子様シリーズ
  - Come on! Let's Go!（仁王雅治、柳生比呂士）
  - TRICK, FAKE, or TRUTH（仁王雅治、柳蓮二）
  - Hot Illusion（仁王雅治）
  - 業火絢爛（立海ヤング漢としてリリース　仁王雅治、柳生比呂士、丸井ブン太、切原赤也）
  - Bluest sky（仁王雅治）
  - 終わらない愛（立海ヤング漢セカンドシングルとしてリリース　仁王雅治、柳生比呂士、丸井ブン太、切原赤也）
  - バレンタイン・キッス（仁王雅治 with 立海大附属中）
  - for you（仁王雅治）
  - 自分革命-Revolution-（幸村精市 featuring 仁王雅治）
  - SOUL MATE（立海ヤング漢サードシングルとしてリリース　仁王雅治、柳生比呂士、丸井ブン太、切原赤也）
  - P（仁王雅治）〔アルバム〕
  - Last Phase（仁王雅治、柳生比呂士）
  - CLASS MATE（丸井ブン太、仁王雅治）
  - We Love TENIPURI（テニプリオールスターズ　越前リョーマ、大石秀一郎、宍戸亮、仁王雅治、木手永四郎、金色小春）
  - Awakening Soul（仁王雅治）
  - Party Time（立海ヤング漢4枚目のシングルとしてリリース　仁王雅治、柳生比呂士、丸井ブン太、切原赤也）
  - ネジとドライバー（仁王雅治）
- ドラマCD 僕たちのスイートドラゴン（水のドラゴン“キリブリン”）
- ドラマCD エンリコ・イリソギ　WAO！AMUSEMENT PARK　シリーズ
  - 第1弾 「ようこそここへ！クック81編」（グリーン）
  - 第2弾 「戦隊モノはじめました編」（グリーン）
  - 第3弾 「愛の激情編」（グリーン）
  - 第4弾 「バンドやろうぜ！編」（グリーン）

### DVD
- テニスの王子様　100曲マラソン
- テニスの王子様　テニプリフェスタ2009
- テニスの王子様　テニプリフェスタ2011 in 武道館
- テニスの王子様 FAN DISC ~Animation's 10th Anniversary~
- テニスの王子様　テニプリフェスタ2013
- 新テニスの王子様 DVD FAN DISC ~be a rival and friend~
- TALK LIVE E&Y Vol.2
- TALK LIVE E&Y Vol.3
- E&Y ANI-SONG LIVE 2012

### テレビドラマ
- 親子ゲーム
- 教師びんびん物語

### 特撮
- 仮面ライダーBLACK
- 特警ウインスペクター

### 映画
- 帝都物語
- バトル・ロワイアル（黒長博）

### 舞台
- オズの魔法使い
- なよたけ（1990年1月4日 - 28日、日生劇場）
- TAIZO Project 「Vの悲劇」（2002年5月1日 - 4日、シアターVアカサカ）
- 東京上空いらっしゃいませ（2002年12月11日 - 13日、東京ウィメンズプラザ）
- アイスクリームマン（2003年3月28日 - 31日）
- 男ばかりのシェイクスピア〜オセロより〜（2003年12月3日 - 7日）
- 劇団40carat 第12回公演『そして、沈黙。』（2004年3月11日 - 14日、新宿シアターモリエール）
- ミュージカル「冒険者たち」（2009年3月5日 - 15日、シアターサンモール）
- ミュージカル「冒険者たち」-ガンバとその仲間たち-【再演】（2010年6月10日 - 13日、サンシャイン劇場 / 6月19日・20日、テレピアホール）
- トライフルエンターテインメントプロデュース「コカンセツ!」（2010年8月11日 - 15日、天王洲 銀河劇場）
- ミュージカル「ホンク！ジュニア版〜みにくいアヒルの子〜」（2010年8月12日・13日・24日 - 26日、江東区文化センター)
- 舞台「甘男子〜あまだん〜」（2010年12月2日 - 12日、俳優座劇場）
- トライフルエンターテインメントプロデュース「新宿バックストリート」（2011年2月9日 - 13日、全労済ホールスペース・ゼロ）
- Func A ScamperS 009「僕の後悔はジュリアナ」（2011年3月31日 - 4月3日、シアタートラム）
- トライフルエンターテインメントプロデュース「KEEP OUT！〜勝手にアジトにしないで下さい〜」（2011年6月1日 - 5日、シアターサンモール / 6月11日・12日、テレピアホール）
- トライフルエンターテインメントプロデュース「コカンセツ!〜再演〜」（2011年9月22日、天王洲 銀河劇場）※日替わりゲスト
- トライフルエンターテインメントプロデュース「The Radio Show Must Go On〜バレルナキケン〜」（2012年1月17日 - 22日、中野ザ・ポケット）
- 水木英昭プロデュースvol.13『SAMURAI挽歌2012〜房州幕末編〜』（2012年4月18日 - 24日、紀伊國屋ホール）
- Hysteric・D・Band vol.2 神様の観覧車（2012年6月6日 - 17日、青山円形劇場）
- トライフルエンターテインメントプロデュース「The Radio Show Must Go On〜バレルナキケン〜再演+外伝公演!」（2012年8月28日 - 9月3日、中野ザ・ポケット）
- 時速246億vol.06『リボン』（2012年10月23日 - 28日、赤坂RED/THEATER / 11月3日・4日、テレピアホール）
- 水木英昭プロデュースvol.14『SAMURAI挽歌II〜紀州の魂〜』（2012年12月1日・8日、紀伊國屋ホール）※日替わりゲスト
- トライフルエンターテインメントプロデュース 「マティーニ! 〜ただ今、撮影5時間押し〜」（2013年2月6日 - 11日、シアター1010）
- トライフルエンターテインメントプロデュース 舞台「ROBOTICS;NOTES」（2013年5月5日、全労済ホール スペース・ゼロ）※日替わりゲスト
- スタンダードソングエンタテイメントPresents 『新・贋作水滸伝 –Heroes−』（2013年5月15日 - 19日、あうるすぽっと）
- トライフルエンターテインメントプロデュース「The Fake Time Machine Story〜ウソヘノトビラ〜」（2013年6月26日 - 7月7日、中野ザ・ポケット）
- トライフルエンターテインメントプロデュース「異聞天狼伝〜會津新撰組残党記〜」（2013年9月4日 - 11日、全労済ホール スペース・ゼロ）
- 水木英昭プロデュース＆曾我泰久　共同新企画『眠れぬ夜のLOVEストーリーズ vol.1』The First Act（2013年10月1日 - 10日、千本桜ホール）
- 水木英昭プロデュース＆曾我泰久　共同新企画『眠れぬ夜のLOVEストーリーズ vol.1』The Second Act（2013年10月21日 - 27日、千本桜ホール）
- 時速246億vol.B「theatrical」（2013年12月3日 - 11日、赤坂RED/THEATER）
- UMANプロデュース公演 ブラックコメディSF「スタア」（2014年2月27日 - 3月2日、六行会ホール）
- BQMAP page140343『Birth』（2014年3月20日 - 22日、道頓堀ZAZA / 4月9日 - 13日、笹塚ファクトリー）
- 水木英昭プロデュースvol.16『眠れぬ夜のホンキートンクブルース第二章〜復活〜』(2014年5月23日 - 6月1日、紀伊國屋サザンシアター / 6月12日、中村文化小劇場 / 6月14日・15日、ABCホール / 6月17日、西鉄ホール)
- プロペラ犬×時速246億SPECIALコラボ公演「ハッピーセット」（2014年7月21日、赤坂RED/THEATER）※日替わりゲスト
- トライフルエンターテインメントプロデュース 舞台「炎の蜃気楼昭和編 夜啼鳥ブルース」（2014年9月17日 - 23日、シアターサンモール）
- 水木英昭プロデュース10周年記念公演第一弾 水木英昭プロデュースvol.17『レイジーミッドナイト』（2014年11月15日 - 24日、紀伊國屋ホール / 11月29日・30日、西鉄ホール / 12月2日・3日、近鉄アート館 / 12月5日、中村文化小劇場）
- UMANプロデュースPresents Rockin'style『エデンズロック』（2015年3月25日 - 29日、新宿村LIVE）
- 水木英昭プロデュース10周年記念公演第二弾 水木英昭プロデュースvol.18『眠れぬ夜のホンキートンクブルース第二章〜飛躍〜』(2015年5月30日 - 6月7日、紀伊國屋ホール / 6月11日、名古屋市青少年文化センター アートピアホール / 6月13日、西鉄ホール / 6月16日・17日、エルシアター / 6月19日、イズミティ21 小ホール)
- トライフルエンターテインメントプロデュース 舞台「炎の蜃気楼昭和編 瑠璃燕ブルース」（2015年10月8日 - 13日、シアター1010）
- トライフルエンターテインメントプロデュース「魔王ロス症候群」（2015年12月23日 - 29日、シアターサンモール）
- ピウスプロデュース「プライム輪舞曲〜素数と宝剣（つるぎ）と金庫の謎〜」（2016年2月11日 - 15日、シアターKASSAI）
- パインソー 12th れんぞくきかくとうきょう2016「miLE」（2016年2月17日、シアター711）※ゲスト出演
- UMANプロデュースPresents 「リボンの騎士－鷲尾高校演劇部奮闘記－」（2016年3月10日 - 13日、六行会ホール）
- トライフルエンターテインメントプロデュース 朗読劇「雲は湧き、光あふれて」（2016年3月30日 - 4月3日、紀伊國屋サザンシアター）
- ピウスプロデュース『女王の戦略』（2016年6月22日 - 26日、テアトルBONBON）
- ビウス企画『虚言癖倶楽部』（2016年8月3日 - 7日、サンモールスタジオ）
- 水木英昭プロデュースvol.20『眠れぬ夜のホンキートンクブルース第二章〜キセキ〜』（2016年8月31日 - 9月8日、紀伊國屋ホール / 9月13日、わくわくホリデーホール（札幌市民ホール） / 9月16日、名古屋市青少年文化センター　アートピアホール / 9月19日、西鉄ホール / 9月21日、JMSアステールプラザ中ホール / 9月23日、新神戸オリエンタル劇場 / 9月27日・28日、イズミティ21 小ホール）
- トライフルエンターテインメントプロデュース 舞台「炎の蜃気楼昭和編 夜叉衆ブギウギ」（2016年10月21日 - 30日、シアターサンモール）
- dopeAdope「プリズンロッカー」（2017年2月15日 - 19日、サンモールスタジオ）
- UMANプロデュース「幽霊塔」（2017年3月13日 - 17日、新宿モリエール）- 黒川太一（弁護士）役
- dopeAdope「レフトオーバーズ」（2017年4月12日 - 16日、中野ザ・ポケット）
- ピウス企画「PLAYROOM」（2017年5月17日 - 21日、シアターKASSAI）
- 森の太郎「もりたろライブvol.44」（2017年６月9日、エビスstarバー）※ゲスト出演
- ピウス企画「トレーディングライフ」（2017年7月12日 - 17日、BIG TREE THEATER
- 舞台『プリンス・オブ・ストライド THE LIVE STAGE』シリーズ - 桜井譲 役[21]
  - エピソード3（2017年6月17日 - 25日、シアター1010 / 6月30日 - 7月2日、森ノ宮ピロティホール）
  - エピソード4（2017年8月14日 - 20日、シアター1010 / 8月25日 - 27日、豊中市立文化芸術センター）
- トライフルエンターテインメントプロデュース 舞台「炎の蜃気楼昭和編 紅蓮坂ブルース」（2017年10月12日 - 17日、シアター1010）
- 水木英昭プロデュース「眠れぬ夜のホンキートンクブルース外伝～ティーダのうた～」（2017年11月17日 - 26日、紀伊国屋ホール）
- 舞台 ピッッツァ☆（2017年12月22日 - 30日、シアターサンモール）[22]
- サンモールスタジオ公演「シンクロニシティ∞2018」（2018年1月5日 - 9日、サンモールスタジオ）
- 水木英昭プロデュース「ばらっどたいむVol.7」（2018年2月11日、Live House Restaurant BLUE MOOD）
- ピウス企画「WHEREABOUTS」（2018年3月28日 - 4月1日、萬劇場）
- ピウス企画「ゲームブレイカー」（2018年4月25日 - 29日、中野ザ・ポケット）
- トライフルエンターテインメントプロデュース 舞台「炎の蜃気楼昭和編 散華行ブルース」（2018年8月11日 - 19日、スペース・ゼロ）
- 体内活劇「はたらく細胞」 - 化膿レンサ球菌 役
  - 体内活劇「はたらく細胞」（2018年11月16日 - 25日、シアター1010）
  - 体内活劇「はたらく細胞」Ⅱ（2019年9月27日 - 10月6日、シアター1010）[23][24]
- KOYAMA SONIC2018「パラダイス銀河」（2018年12月27日 - 30日、ウッディシアター中目黒）[25]
- トライフルエンターテインメントプロデュース　舞台「OUT OF FOCUS！」（2019年2月9日 - 17日、シアターサンモール）
- 水木英昭プロデュース 山田邦子芸能生活40周年記念公演「山田邦子の門」（2019年5月22日 - 29日、紀伊國屋サザンシアター TAKASHIMAYA / 6月5日・6日、青少年文化センター（アートピア））[26]
- ピウス企画「ヒューマンエラー」（2019年8月8日 - 18日、中野ザ・ポケット）
- 舞台「タイムトラブルバルコニー」（2020年1月31日 - 2月9日、シアターサンモール）- 生田主税（ボブ） 役[27]
- ピウス企画「プレイルーム」（2020年3月11日 - 22日、シアターKASSAI）[28]
- ピウス×オラクルナイツ 人狼TLPT S「トランスミッション」（2021年6月30日・7月2日 - 4日・9日・10日、萬劇場）[29][30]
- KOYAMA SONIC2021「FORTY LOVE」（2021年7月15日・17日・18日、シアター711）[31]
- 舞台「オブリビオの翼」（2022年9月23日 - 25日、COOL JAPAN PARK OSAKA TTホール / 10月4日 - 8日、シアター1010）[32]
- ラピラテ企画 朗読劇「ロスト・バナナ・ナイツ」（2024年2月8日、PetitMOA）[33]
- 時速246億「お暇をどうぞ」（2024年11月14日 - 12月1日、シアターサンモール）[34][35]
- mucho produce vol.2 舞台「悲しい時には羊のうたを」（2025年2月14日 - 23日、新宿村LIVE）[36]

### CM
- アサヒフードアンドヘルスケア バランスアップSOYクリスプ「なんちゃって料理番組」篇（2008年4月19日 - ）　※ナレーション

### オーディオブック
- トヨトミの野望 小説・巨大自動車企業（豊臣勝一郎[37]）

### シリーズ一覧
1. ↑  第1作（2001年）、第2作『新テニスの王子様』（2012年）、第3作『新テニスの王子様 U-17 WORLD CUP』（2022年）、第3作続編『新テニスの王子様 U-17 WORLD CUP SEMIFINAL』（2024年）